# Cesare Saccaggi
Cesare Saccaggi (Tortona, 7 febbraio 1868 – Tortona, 3 gennaio 1934) è stato un pittore italiano.

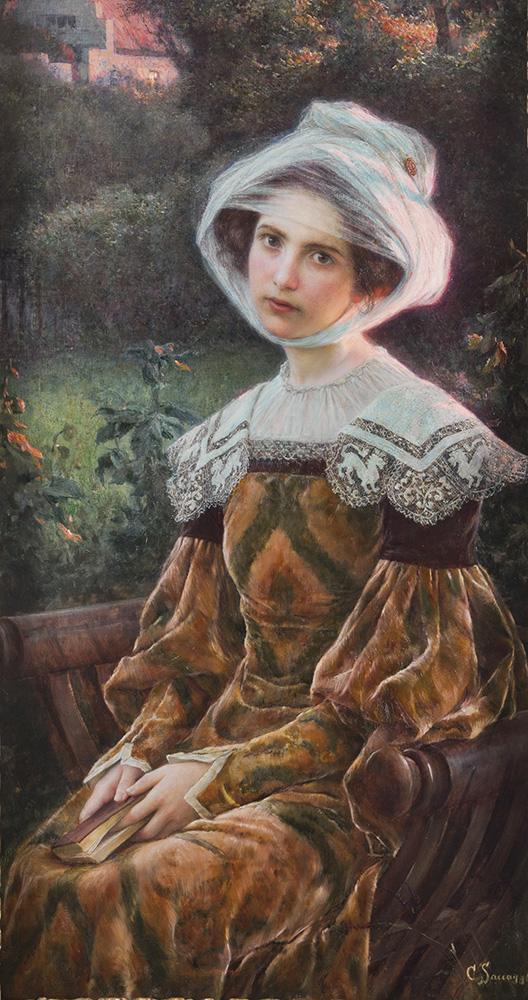
Reverie (1910 c.)

Saccaggi è stato un esponente della "scuola di Tortona", costituita dalla generazione di pittori tortonesi che visse ed operò a cavallo tra Ottocento e Novecento, e che presenta nomi quali Giuseppe Pellizza da Volpedo, Angelo Barabino e Gigi Cuniolo. Saccaggi dipinse in stile Liberty, preraffaellita e simbolista, oltre che imitando il neopompeiano di Lawrence Alma-Tadema.

## Biografia

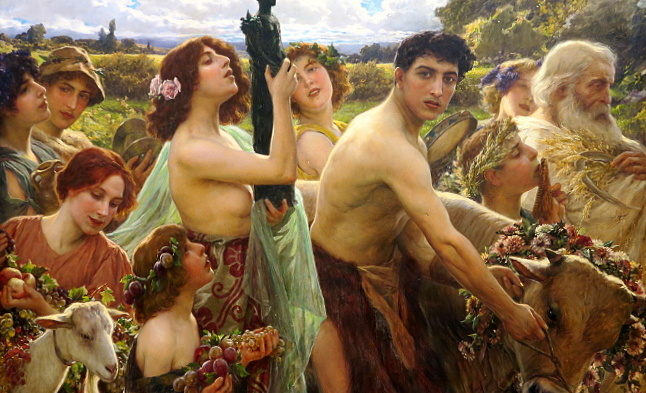
Ave Natura, 1910, raffigurante una processione romana in onore a Proserpina, dea del raccolto.

Figlio dei sarti Domenico Saccaggi e Santina Peila, riesce a frequentare l'accademia Albertina di Torino grazie ad una borsa di studio di 500 lire del comune di Tortona. Fu brillante allievo di Giacomo Grosso, Andrea Gastaldi e di Pier Celestino Gilardi. Portati a termine nel 1890 gli studi all'Accademia Albertina trascorre un periodo di perfezionamento a Roma dove entra in contatto con l'ambiente dannunziano della "Roma bizantina", con la pittura dei Preraffaelliti e con quella neopompeiana di Lawrence Alma-Tadema. Nel corso degli anni novanta la sua eclettica produzione spazia da rappresentazioni di scene classiche ed orientali a scene di genere e di costume ambientate in epoche passate, dal Medioevo al Settecento, ad altre ispirate ad un verismo di tono melodrammatico. Egli realizza, altresì, il grande affresco della VII stazione della via Crucis nella Chiesa di San Gioacchino (Torino), restaurato a seguito dei bombardamenti alleati su Torino del 13 luglio 1943. Nel 1895 partecipa alla Permanente di Milano e a 3 successive edizioni della Biennale di Venezia. Nel 1900 ottiene la medaglia di bronzo all’Esposizione Internazionale Universale di Parigi con il pastello Alma Natura Ave!. All'inizio del Novecento soggiorna per alcuni anni a Parigi dove partecipa all'Esposizione universale di inizio secolo e a 3 edizioni del Salon, dedicandosi con grande successo all'attività grafica in stile liberty in collaborazione con la Maison Goupil. Tornato a Tortona, non indifferente allo scoppio del primo conflitto mondiale, realizza una serie di cartoline illustrate dal titolo "Visioni di guerra", di cui fanno parte la cartolina “interventista” Redemptio, "il nonno", "la madre", "la preghiera per il soldato" e l’olio Consolatrix afflictorum per il convitto ecclesiastico di Tortona. Intorno agli anni '20 intraprende un viaggio con l'allievo Antonio Enrico (1906-1970) che lo vide percorrere tutta l'Italia e gran parte dell'Europa.
 Muore a Tortona il 3 gennaio 1934 ed è ivi sepolto presso il cimitero cittadino.
La città di Tortona gli ha intitolato una via.
Nel 2008, in occasione dell'omonima mostra, è stato girato il cortometraggio sulla sua vita dal titolo Cesare Saccaggi, tra eros e pan, a cura di A. Fossati.

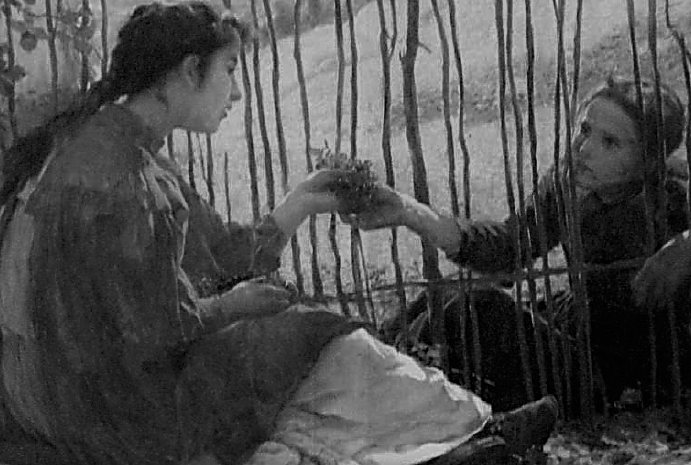
"Contrasti", particolare. Opera pubblicata sulla rivista "URBS" dell'Accademia Urbense di Ovada, n. 1 del 2016.

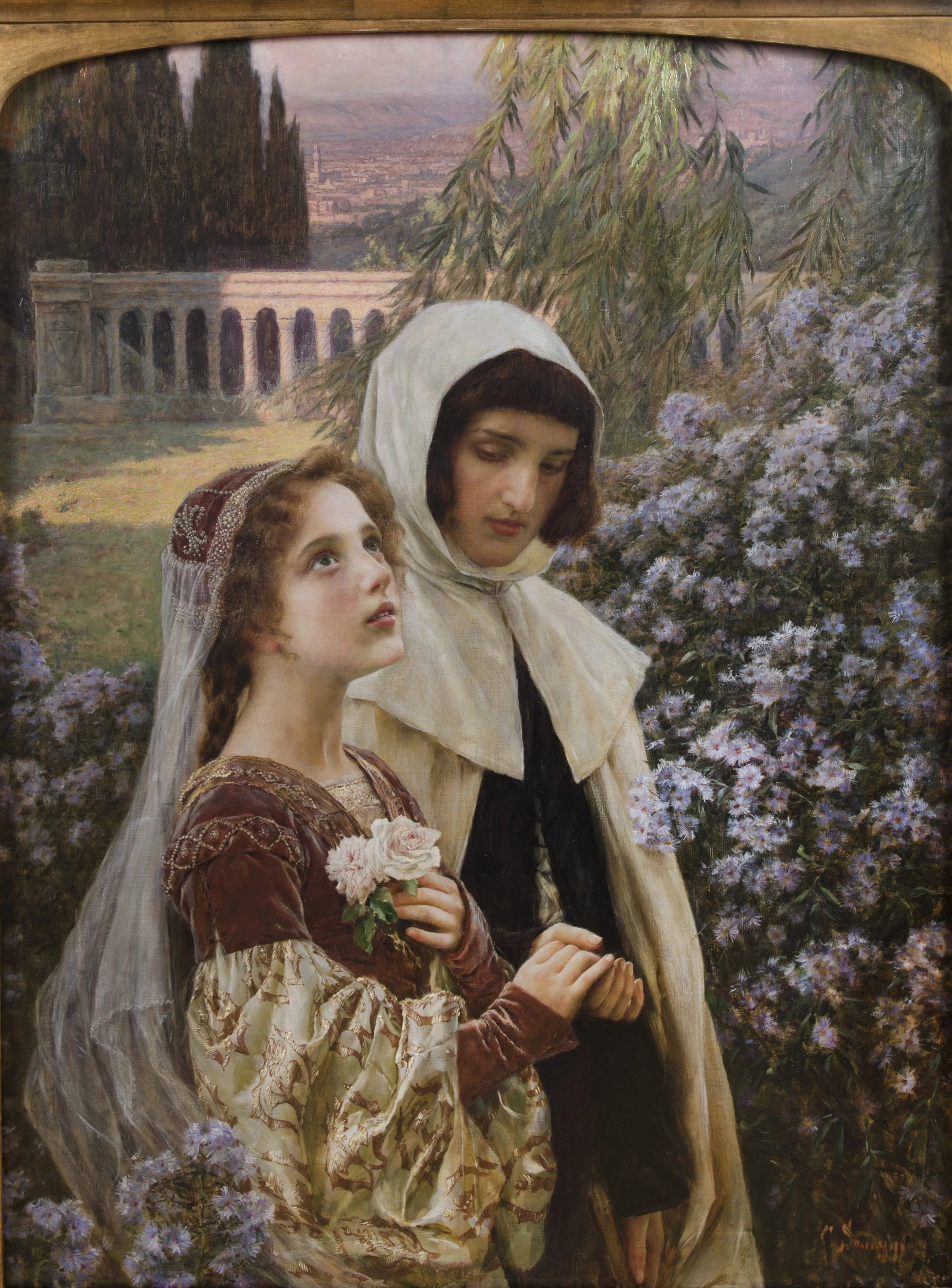
Incipit Vita Nova – Dante e Beatrice, 1903, olio su tela, (cm 120x92) in stile preraffaellita. In questo dipinto, Dante e la sua musa ispiratrice sono ritratti come una coppia devota, nonostante ciò non sia mai accaduto nella realtà. I loro copricapi e i fiori creano un'atmosfera mistica; il modo in cui Dante guarda Beatrice mostra chiaramente che è innamorato di lei, mentre Beatrice è rappresentata nell'atto di guardare in alto, come se ricevesse un messaggio divino.

## Opere esposte in musei
- Preludio[20] (1914), conservato[21] presso il Museo Revoltella.
- Chioggia - Madonna delle Grazie (1931),[22] raffigurante la processione della Vergine del Santuario della Madonna delle Grazie di Piove di Sacco, opera custodita presso la pinacoteca della Fondazione C.R. di Tortona.
- La vetta - La regina dei ghiacci 1912, in stile Liberty di chiara matrice simbolista, esposta alla X esposizione internazionale d'arte di Venezia del 1912 e attualmente custodita presso la Pinacoteca Fondazione Cassa di Risparmio di Tortona; l'opera è stata, altresì, esposta nel 2016 in occasione della mostra sul simbolismo[23] dal titolo "Simbolismo-Arte in Europa; dalla Belle Epoque alla Grande Guerra". L'opera è stata altresì esposta in occasione della mostra tenutasi nel 2014 a Forlì dal titolo: "LIBERTY, UNO STILE PER L'ITALIA MODERNA", presso i Musei San Domenico.[24]
- Nubi sull’Aiguille Noire (1932),[25] custodito presso la Pinacoteca Fondazione Cassa di Risparmio di Tortona.
- Nostalgia, custodito presso la Pinacoteca Fondazione Cassa di Risparmio di Tortona.
- Ritratto di C. Goggi, custodito presso la Pinacoteca Fondazione Cassa di Risparmio di Tortona.
- Il Parco di Rosano, custodito presso la Pinacoteca Fondazione Cassa di Risparmio di Tortona ed esposto a Garbagna in occasione della mostra intitolata Da Pellizza a Cuniolo, visioni di paesaggio, svoltasi presso la sala polifunzionale del Comune di Garbagna nel mese di giugno 2018.
- Sansone deriso dai filistei (1891),[26] custodito presso la Pinacoteca Fondazione Cassa di Risparmio di Tortona.
- Paesaggio di Alagna Valsesia (anni '20),[27] custodito presso la Pinacoteca Fondazione Cassa di Risparmio di Tortona.
- Madre, 1895[28] conservato presso la Galleria d'arte moderna di Torino.
- Alma natura, Ave,[29][30] esposta in occasione della mostra dal titolo "Solo donna. La figura femminile nella prima metà del '900 in Piemonte" svoltasi a Bra, presso il Palazzo Mathis,[31] tra l'8 marzo e l'8 maggio 2011 ed attualmente conservato presso la Galleria d'arte moderna di Torino.
- La scomunicata (1893),[32]  attualmente custodito presso il palazzo comunale di Bologna.[33]
- La suonatrice di lira,[34] attualmente conservato presso il Russell Cotes Art Gallery & Museum.[35]
- Il sentiero della Gloria (1898), custodito presso il "Circolo degli stranieri" di Montecarlo.
- Ritratto di Jone, (1897), conservata presso la Quadreria deposito collezioni del Palazzo Reale di Torino.[36]
- Ritratto di Maria Averoldi Guidobono Calvalchini, conservata a Brescia presso Palazzo Bona.[37]
- Annunciazione della Beata Vergine Maria, La corredentrice[38] custodita presso il dipartimento conservazione e beni culturali della Diocesi di Bergamo.

## Mostre e convegni a lui dedicati
- Garbagna,[39] mostra intitolata[40] "Saccaggi.Centocinquanta + uno"[41] tenutasi a Garbagna[42] tra il 21 giugno e il 7 luglio 2019[43] per il 150 anniversario[44] della nascita del pittore.[45]
- Tortona, conferenza svoltasi il 14.12.2018 presso il Liceo G. Peano[46] dal titolo "Pellizza & Saccaggi 150. Immagini e parole"[47] durante la quale, oltre ad essere narrata la vicenda artistica ed umana dei due Maestri (nati nello stesso anno), gli studenti hanno dato vita, attraverso un tableau vivant,[48] a due delle loro opere più rappresentative, quali "Il Quarto Stato" e "Il voto".[49]
- Tortona, mostra intitolata "Volti e figure. Per una storia illustrata di Tortona", 2013,[50] con evento collaterale dal titolo "Cesare Saccaggi tra preraffaellismo e liberty"  svoltosi presso la biblioteca civica di Tortona il 13.12.2013.[51]
- Tortona, evento dal titolo "Tra storicismo e simbolismo: miti classici e autobiografia nella pittura di Cesare Saccaggi" tenuto durante il convegno dal titolo "Echi dall'antico tra XIX e XX secolo, tra patrie reali e patrie ideali" organizzato dall'Associazione italiana di cultura classica presso la Biblioteca civica di Tortona il 4.10.2013.[52] La locandina dell'evento vede raffigurata l'opera dal titolo "Ritratto di Jone"[53] di C. Saccaggi.
- Tortona, mostra intitolata "Saccaggi.Tra Eros e Pan"[54] tenutasi a Tortona tra il 13 dicembre 2008 e l'8 marzo 2009.[55] In occasione della mostra è stato, altresì, realizzato un documentario sulla vita del pittore.[56]
- Tortona, mostra intitolata "Cesare Saccaggi, un poliedrico pittore internazionale" tenutasi tra l'11 e il 31 marzo 2000. In occasione della mostra è stata realizzata una completa monografia sulla vita e le opere del pittore (a cura di Vincenzo Basiglio, Maria Rosa Bruno, Paolo Canevaro, Donatella Gabba).[57]
- Canelli, mostra intitolata "Cesare Saccaggi", svoltasi presso la galleria "La finestrella" dal 7 al 31 dicembre 1996.http://id.sbn.it/bid/TO00600270
- Milano, mostre personali degli artisti A. Paoli Pogliani, Cesare Saccaggi, Arturo Colavini, Carlo Montani, svoltesi presso la Galleria Micheli,[58] dal 2 al 16 febbraio 1930.[59]

## Galleria d'immagini

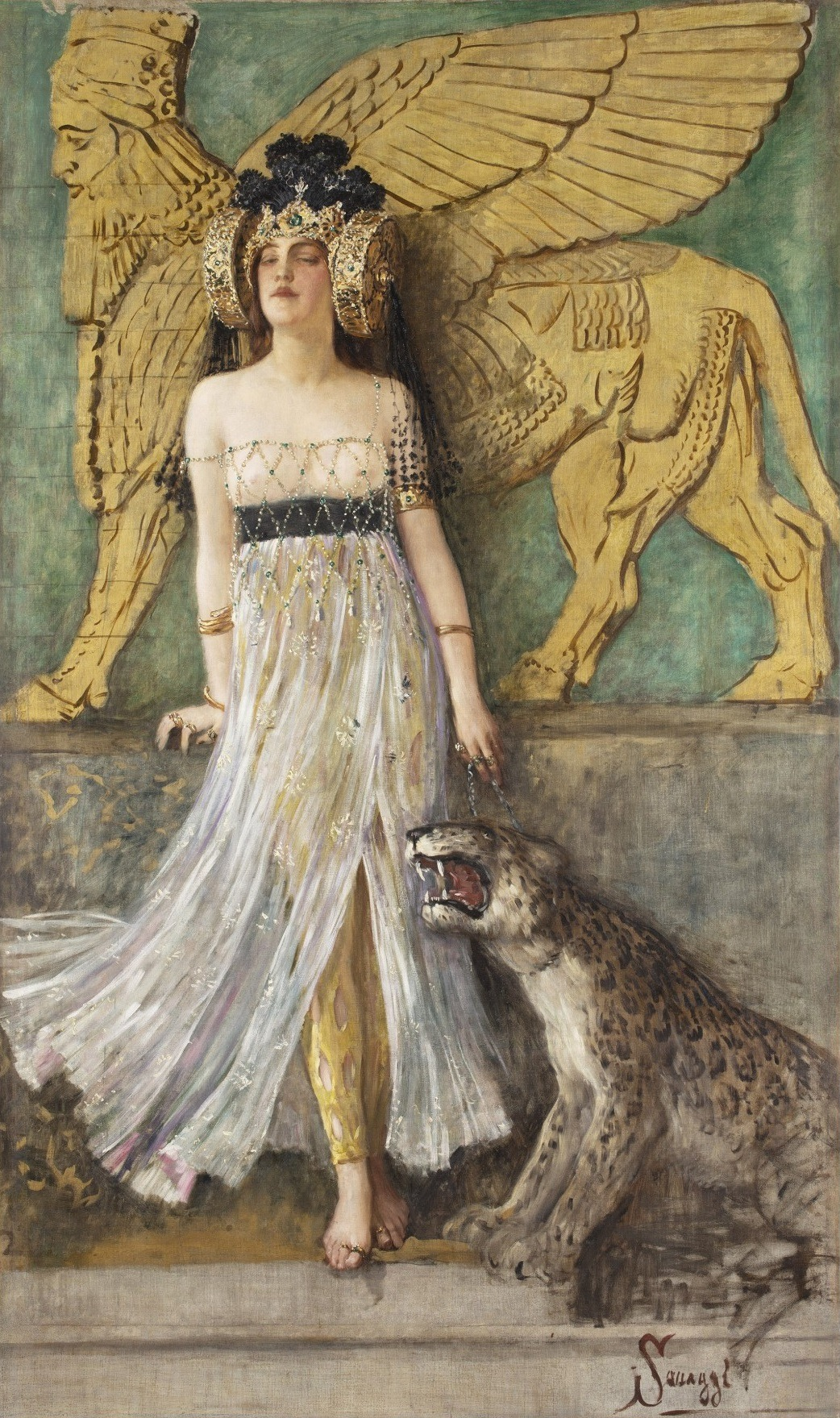
La regina Semiramide, a Babilonia, 1905
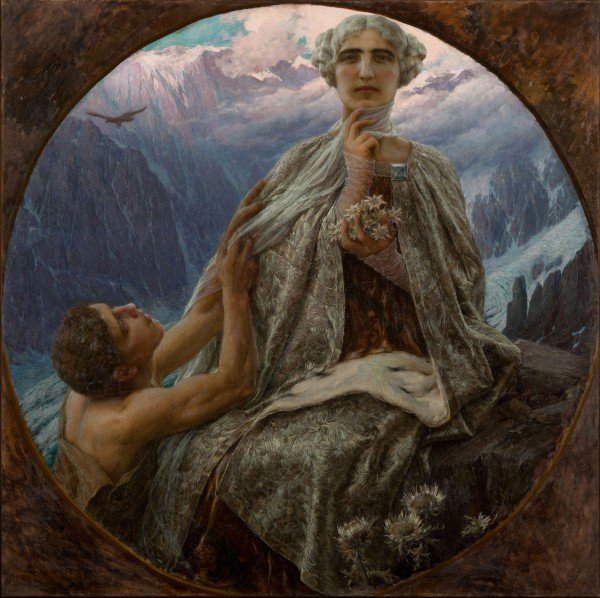
La vetta o The Ice Queen, 1912.
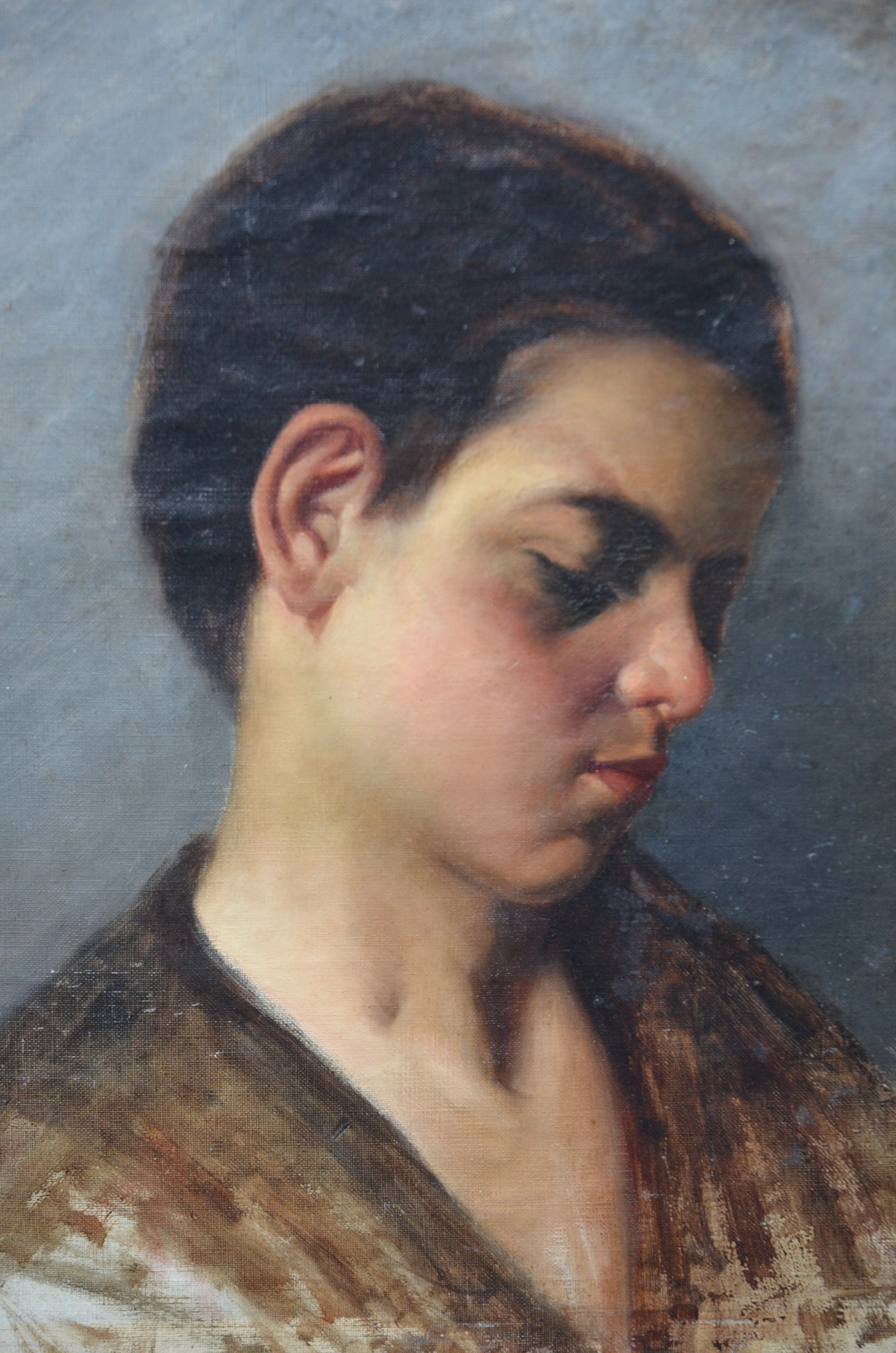
Scugnizzo, 1914
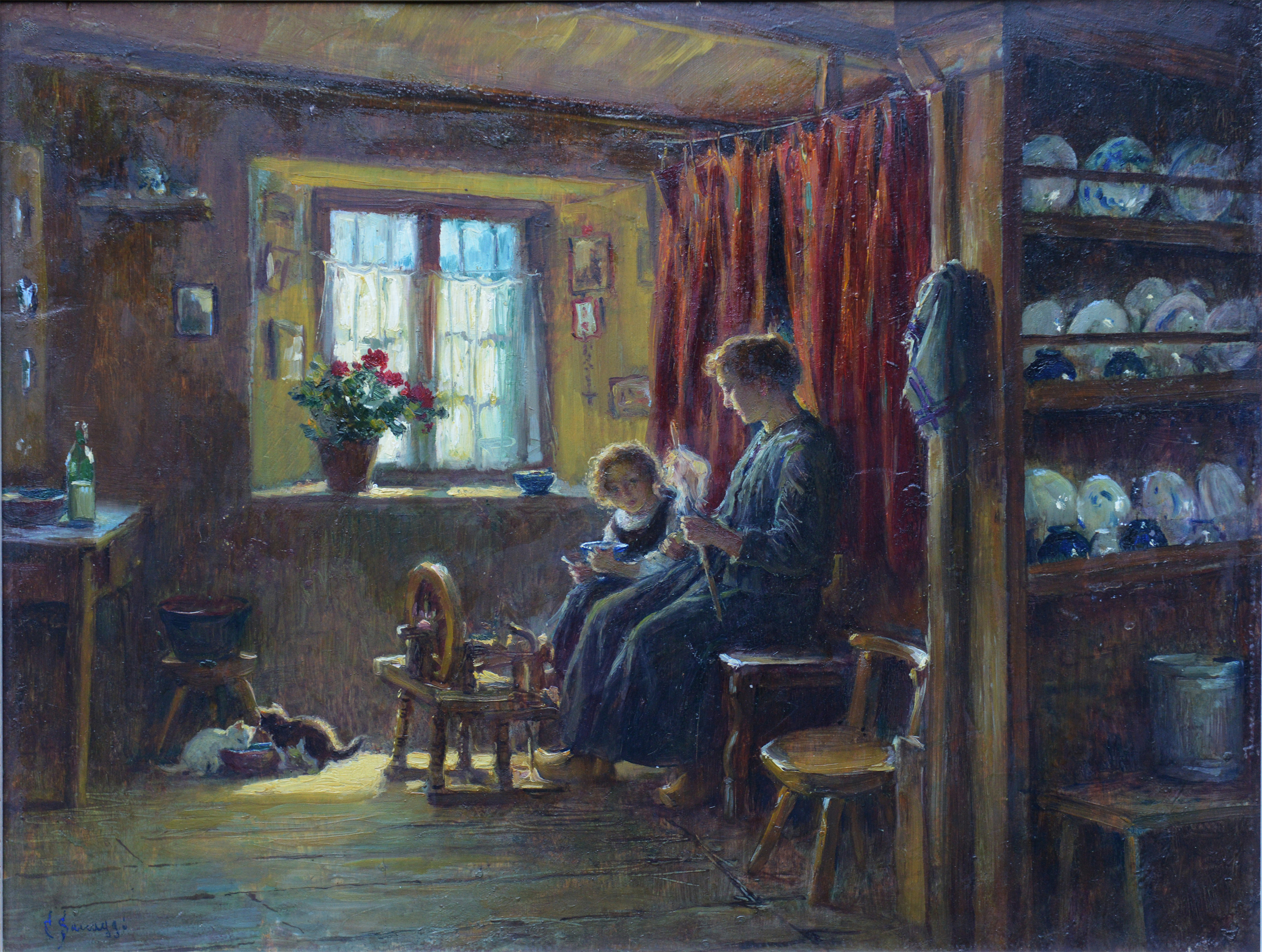
Interno a Champoluc
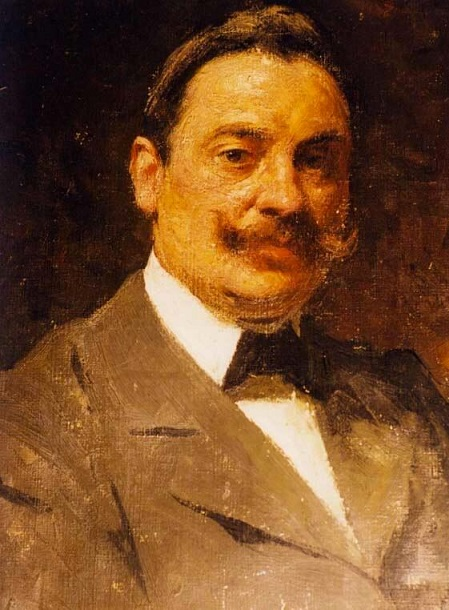
Ritratto di Cesare Saccaggi, opera dell'amico e maestro Giacomo Grosso
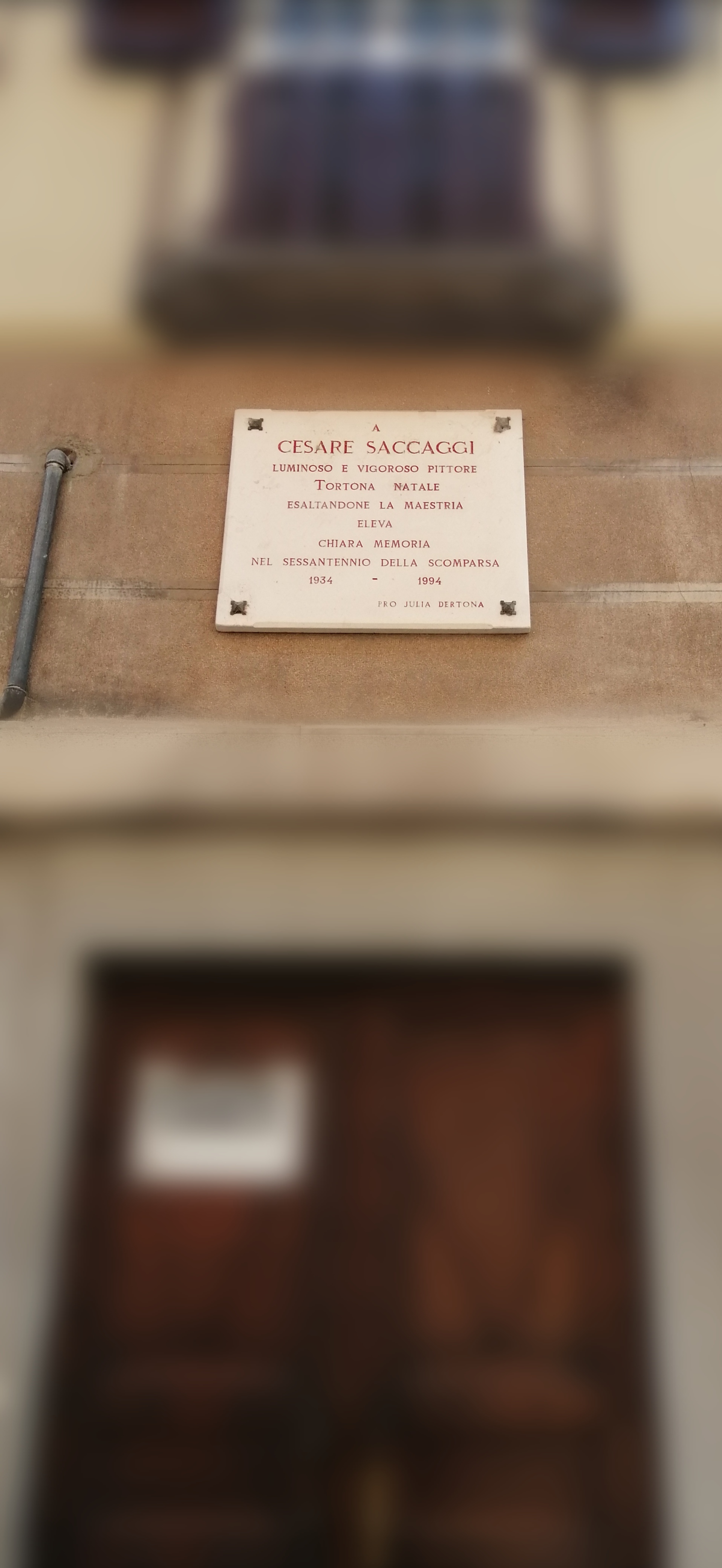
Lapide commemorativa sulla facciata della casa natale del pittore Cesare Saccaggi a Tortona in via Emilia
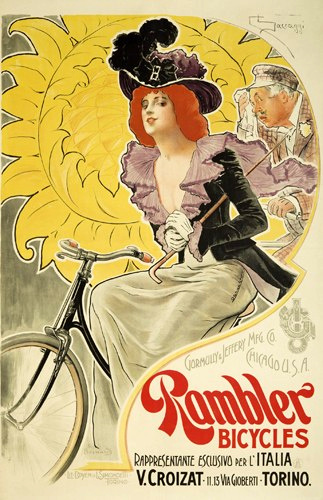
Poster Rambler Bicycles disegnato da Saccaggi
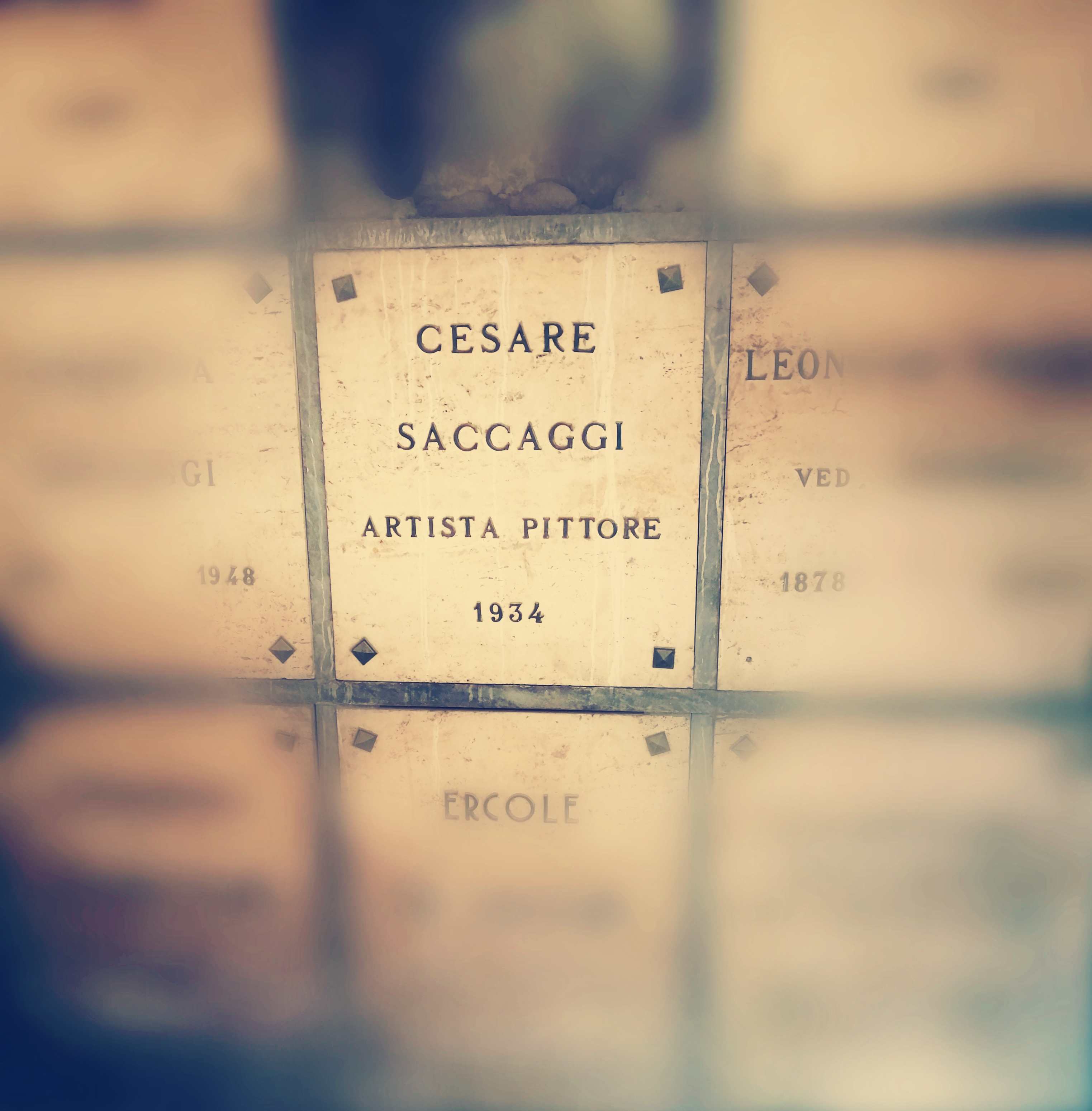
Tomba di Saccaggi a Tortona
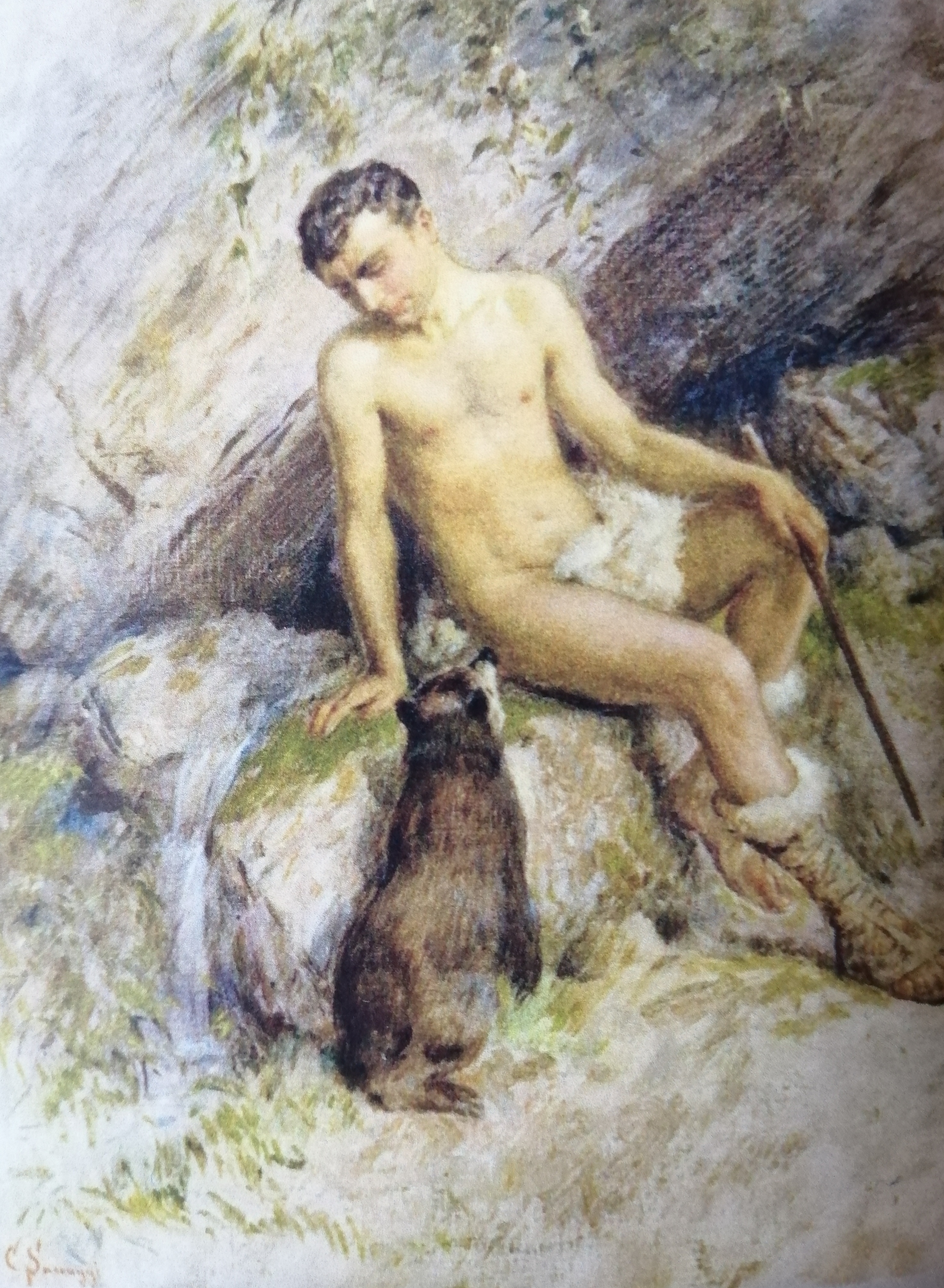
Pastore di Arcadia. Il pittore ha utilizzato il suo fedele allievo Antonio Enrico come modello per questo dipinto, realizzato nel 1927.
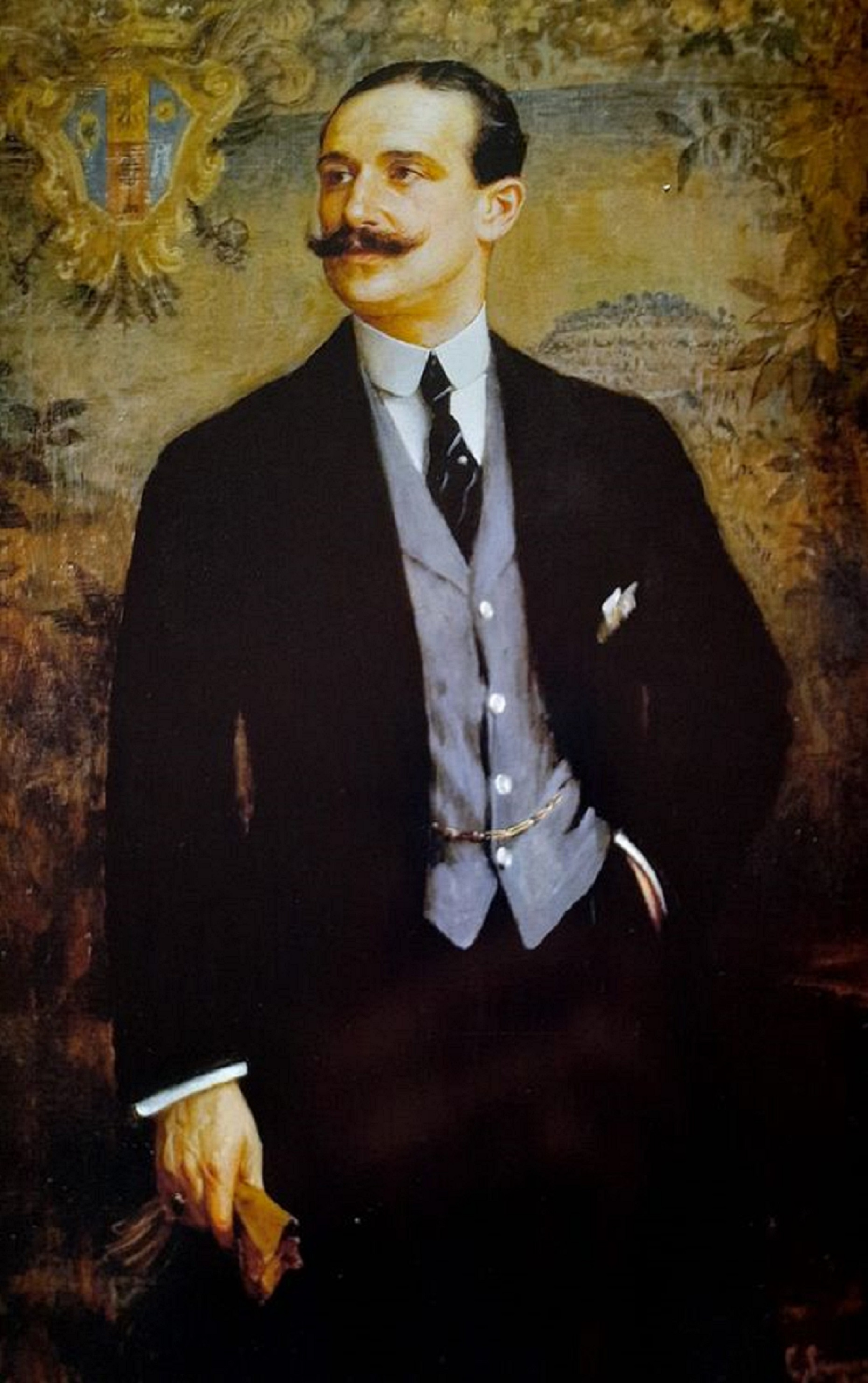
Ritratto del Marchese Frascaroli Calvino, opera di Cesare Saccaggi da Tortona (1914).